# Officina Film
La Officina Film è una casa di produzione cinematografica italiana, costituita nel 2002 da Mirko Locatelli e Giuditta Tarantelli.
Per la Officina Film è stata determinante la selezione del lungometraggio, Il primo giorno d'inverno, in concorso nella sezione Orizzonti della 65ª Mostra Internazionale d'Arte Cinematografica di Venezia.

## Filmografia
- Reazioni chimiche (backstage del film Fame chimica) (2003)
- Come prima (mediometraggio) (2004)
- Il sogno di un viaggio (documentario) (2005)
- Crisalidi (documentario) (2005)
- Il primo giorno d'inverno (lungometraggio) (2008)
- Arimo! (documentario) (2009)
- Una destinazione imprevista (documentario) (2010)
- I corpi estranei (lungometraggio) (2013)
- Isabelle (lungometraggio) (2018)